# Jack Carter
Jack Carter, nome d'arte di Jack Chakrin (New York, 24 giugno 1922 – Beverly Hills, 28 giugno 2015), è stato un attore e comico statunitense.

## Biografia
Di origini ebree, prima di calcare il palcoscenico combatté come aviatore durante la seconda guerra mondiale. Conclusa l'esperienza teatrale a Broadway, a soli 26 anni decise di andare a lavorare per il piccolo schermo, all'epoca in crescente affermazione, diventando famoso come comico e partecipando a numerosi show televisivi che gli diedero una certa fama.
Il suo esordio cinematografico fu tardivo, nel 1962 con la commedia Caccia al tenente, ma le sue successive apparizioni sul grande schermo furono sporadiche e mai legate a film di grande successo. La carriera di Carter rimase pertanto legata alla televisione, con numerose partecipazioni quale guest star a popolari telefilm come Batman, Il dottor Kildare, Ellery Queen e altri. Nell'anno in cui vennero istituiti i Tony Award fu scelto come primo presentatore. Una delle sue ultime apparizioni televisive fu nella serie TV Desperate Housewives.

## Filmografia parziale

### Cinema
- Caccia al tenente (The Horizontal Lieutenant), regia di Richard Thorpe (1962)
- Il capitano di lungo... sorso (The Extraordinary Seaman), regia di John Frankenheimer (1969)
- Settimo potere (The Resurrection of Zachary Wheeler), regia di Bob Wynn (1971)
- Il simbolo del sesso (The Symbol of Sex), regia di David Lowell Rich (1974)
- Un gioco estremamente pericoloso (Hustle), regia di Robert Aldrich (1975)
- Won Ton Ton, il cane che salvò Hollywood (Won Ton Ton: The Dog Who Saved Hollywood), regia di Michael Winner (1976)
- Il supercolpo dei cinque dobermann d'oro (The Amazing Dobermann), regia di David Chudnow e Byron Chudnow (1976)
- The Octagon, regia di Eric Karson (1980)
- Alligator, regia di Lewis Teague (1980)
- La pazza storia del mondo (History of the World: Part I), regia di Mel Brooks (1981)
- Heartbeeps, regia di Allan Arkush (1981)
- La fabbrica dell'allegria (The Funny Farm), regia di Ron Clark (1983)
- Passione ambigua (Love Scenes), regia di Bud Townsend (1984)
- Dimensioni parallele (The Trouble with Dick), regia di Gary Walkow (1987)
- Omicidi in videotape (Deadly Embrace), regia di Ellen Cabot (1988)
- Robo C.H.I.C., regia di Ed Hansen (1990)
- Killer per caso, regia di Ezio Greggio (1997)
- Incontriamoci a Las Vegas (Play It to the Bone), regia di Ron Shelton (1999)
- One Last Ride - L'ultima corsa (One Last Ride), regia di Tony Vitale (2003)
- Cougar Club, regia di Christopher Duddy (2007)
- The Great Buck Howard, regia di Sean McGinly (2008)
- Mercy, regia di Peter Cornwell (2014)

### Televisione
- General Electric Theater – serie TV, episodio 4x09 (1955)
- La legge di Burke (Burke's Law) – serie TV, episodio 1x19 (1964)
- Mr. Roberts (Mister Roberts) – serie TV, episodio 1x21 (1966)
- Ben Casey – serie TV, episodio 5x22 (1966)
- I sentieri del west (The Road West) – serie TV, episodio 1x23 (1967)
- The Danny Thomas Hour – serie TV, episodio 1x13 (1967)
- Selvaggio west (The Wild Wild West) – serie TV, episodio 4x18 (1969)
- Ellery Queen – serie TV, episodio 1x09 (1975)
- Rainbow, regia di Jackie Cooper – film TV (1978)
- La signora in giallo (Murder, She Wrote) – serie TV, episodi 2x08-4x19 (1985-1988)
- Un salto nel buio (Tales from the Darkside) – serie TV, episodio 4x19 (1988)
- Detective Monk (Monk) – serie TV, episodio 7x01 (2008)

## Doppiatori italiani
Nelle versioni in italiano delle opere in cui ha recitato, Jack Carter è stato doppiato da:
- Alessandro Sperlì in Il capitano di lungo... sorso
- Luciano De Ambrosis in Ellery Queen
- Gabriele Carrara ne La signora in giallo
- Sandro Sardone in Seduzione a rischio
- Silvio Anselmo in Desperate Housewives
- Mario Scarabelli in iCarly

Da doppiatore è sostituito da:
- Pietro Ubaldi in The Ren & Stimpy Show
- Paolo Torrisi in Jak and Daxter: The Precursor Legacy